# Maruti Suzuki

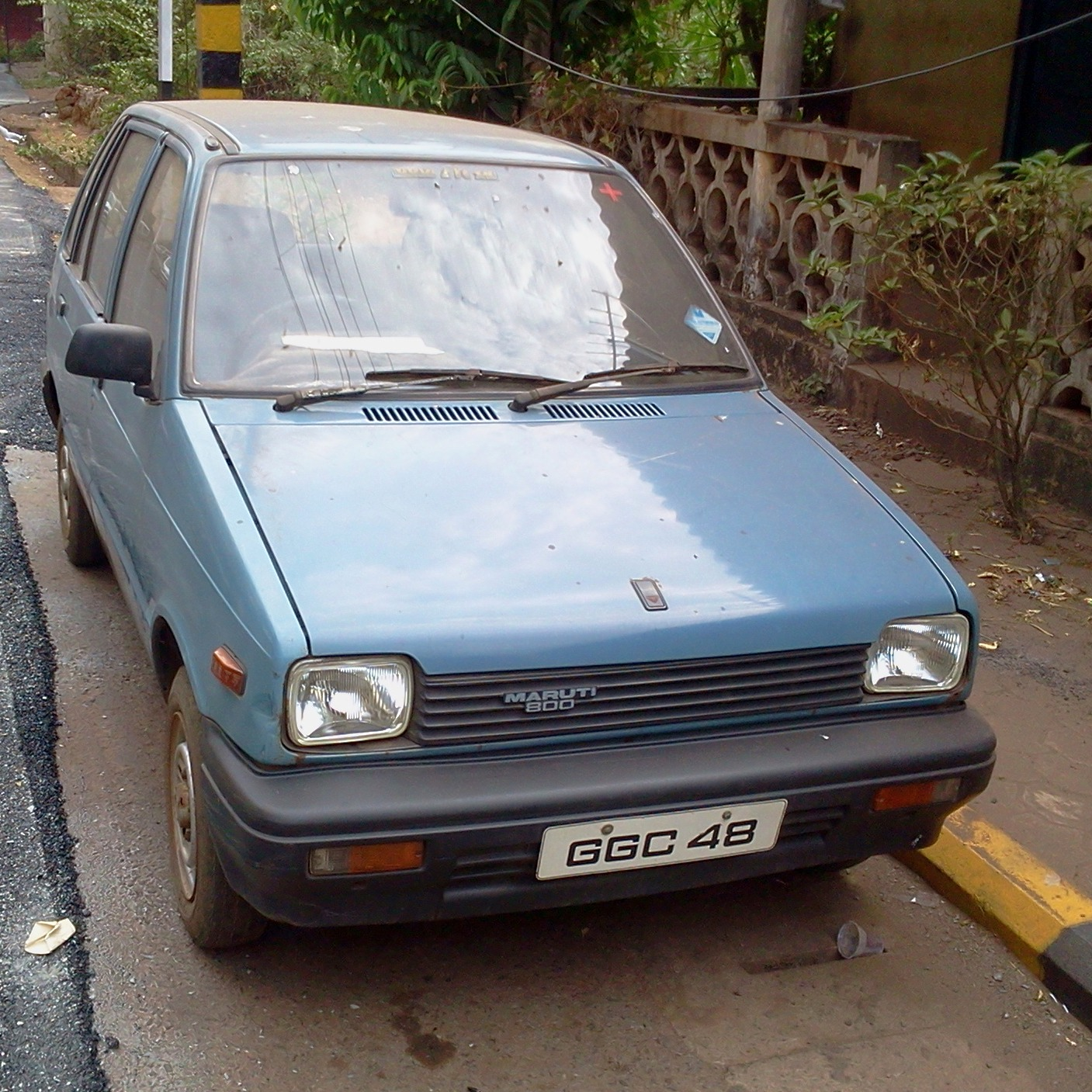
Maruti 800

Het bedrijf Maruti Suzuki India Ltd., opgenomen in de financiële index BSE Sensex, is een Indiase autofabrikant. Maruti werd in 1981 opgericht als joint venture tussen Suzuki en de Indiase regering. Op 17 september 2007 werd het voormalige Maruti Udyog omgedoopt in Maruti Suzuki India Limited. Vanaf oktober 2008 had de Japanse Suzuki Group een belang van 54% in Maruti Suzuki. Het hoofdkantoor is gevestigd in New Delhi.

## Beschrijving
Bij Maruti Suzuki worden Suzuki-modellen in licentie geproduceerd waarvan met name de Maruti 800, een licentie van de in 1984 gepresenteerde Suzuki Alto, een belangrijke rol speelde. Het was lange tijd het best verkochte automodel op het Indiase subcontinent en in de buurlanden Pakistan, Bangladesh en Nepal. Tegenwoordig bouwt en verkoopt Maruti Suzuki populaire modellen als de Swift, Celerio en Baleno. Van 2009 tot eind 2013 werd ook de Nissan Pixo geproduceerd door Maruti.
Intussen wordt Maruti's bijna monopolistische positie in India in twijfel getrokken door het concurrerende bedrijf Tata Motors en door buitenlandse bedrijven. Volgens eigen opgave was het marktaandeel in 2012 en 2013 net geen 40%. In februari 2012 verkocht het bedrijf zijn tienmiljoenste auto in India.
Maruti-auto's worden ook in sommige Europese landen zoals Hongarije, Griekenland en Malta parallel aan het Suzuki-modellenprogramma aangeboden.

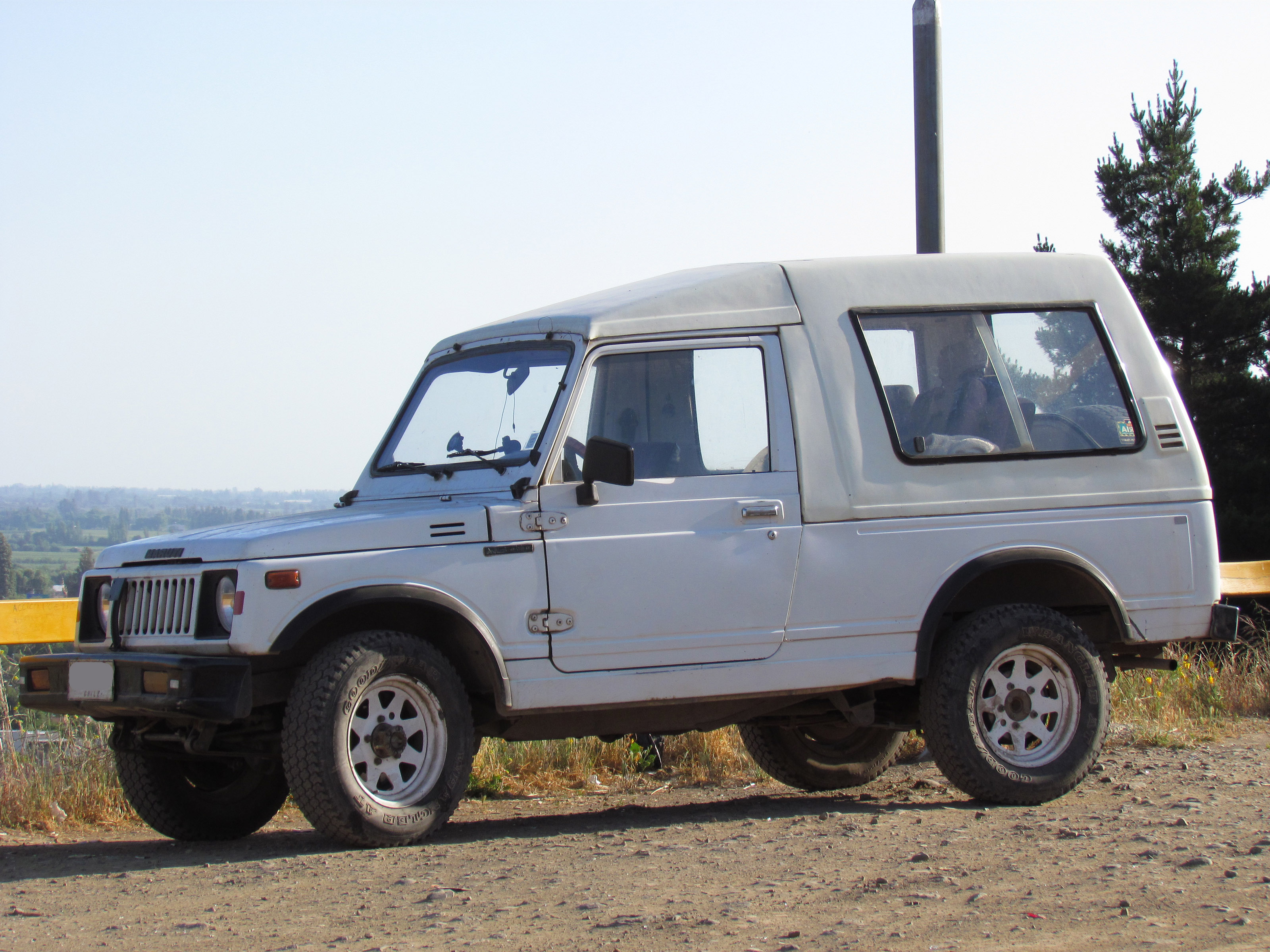
Maruti Gypsy
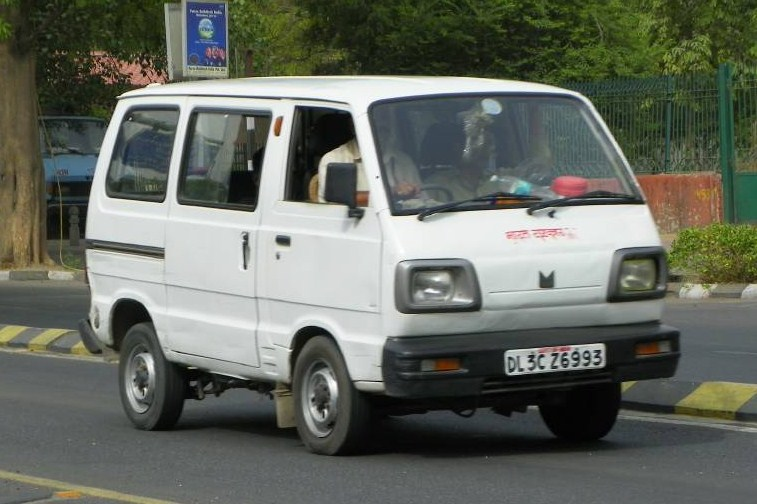
Maruti Omni
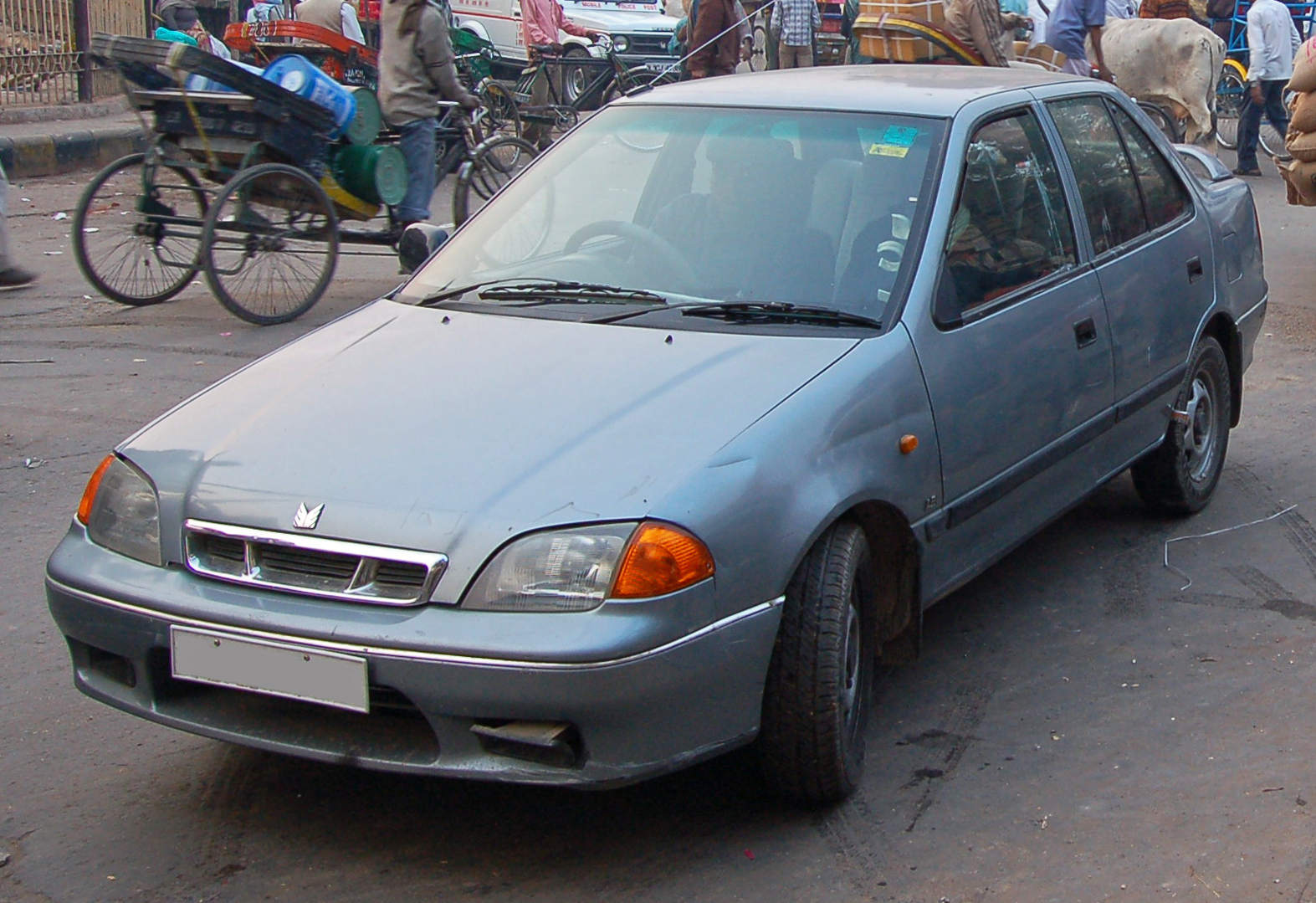
Maruti Esteem
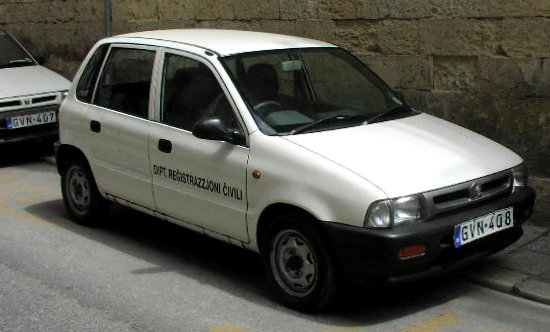
Maruti Zen
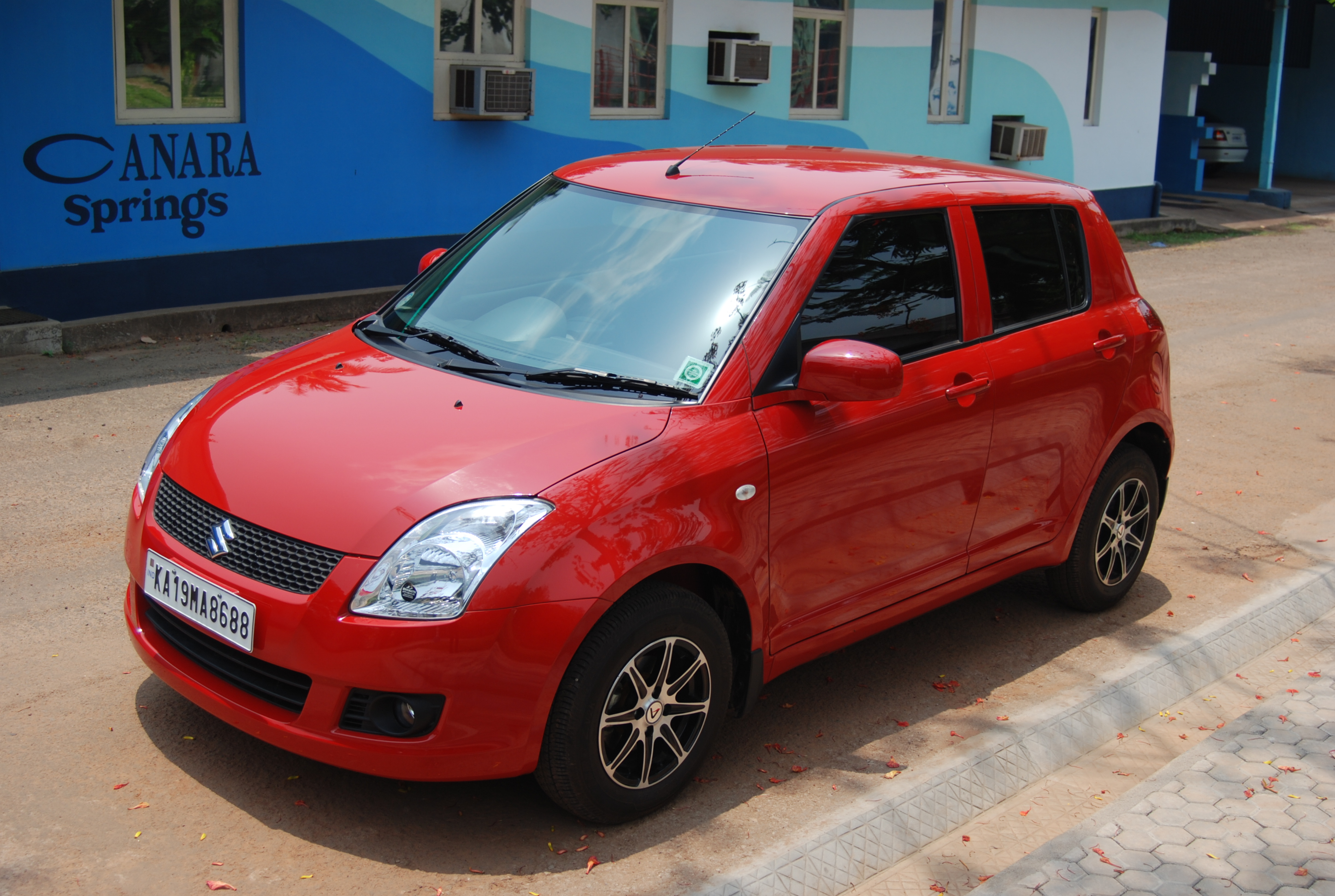
Maruti Swift